# Vis Fortitudo Pomezia
La Vis Fortitudo Pomezia è stata una società di pallacanestro femminile di Pomezia.
Ha giocato sette stagioni in Serie A2.

## Storia
Da quando è stata fondata la società, la squadra ha sempre preso parte a campionati minori e di livello regionale. Vince la Serie B d'Eccellenza al termine della stagione 2007-08, dopo aver battuto, nei play-off, la P.D. 2094 Civitavecchia, e ottenendo così il diritto di disputare la Serie A2.

## Cronistoria
| Cronistoria della Fortitudo Pomezia |
| --- |
| - 2003-04 - B ECC. Romasistemi Pomezia - 2004-05 - 8º in A2. Romasistemi Pomezia. Fusione con la Stelle Marine Ostia - 2005-06 - 8º in A2. Romasistemi San Giorgio Pomezia - 2006-07 - 8º in A2. Romasistemi Pomezia. Scissione con la Stelle Marine Ostia e non iscritta in A2. - 2007-08 - 1º in B ECC. - 2008-09 - 4º in A2. Romasistemi So.Se.Pharm Pomezia - 2009-10 - 13º in A2. Romasistemi So.Se.Pharm Pomezia - 2010-11 - 11º in A2. Romasistemi So.Se.Pharm Pomezia - 2011-2012 · 11º nel Girone Sud di Serie A2, vince i play-out, non si iscrive. - 2012-2013 · 10ª in Serie B Lazio, non si iscrive. - 2013-2018 · attività giovanile. - 2018-2019 · 11ª in Serie C Lazio. - 2019-2020 · riparte come Unifortitudo Pomezia, 5ª nel Girone A di Serie C Lazio, non si iscrive. - 2020-2021 · attività giovanile. - 2021-2022 · 4ª nel Girone C di Serie C Lazio, non si iscrive. |